# Europa-Parlamentsvalget 1999 i Storbritannien
Europa-Parlamentsvalget 1999 i Storbritannien blev afholdt i Storbritannien den 10. juni 1999.

## Resultater

### Storbritannien
| Parti                            | Stemmer    | Mandater | Forandring | Fordeling af stemmer (%) | Fordeling af mandater (%) |
| Conservative Party (UK)          | 3,578,218  | 36       | +18        | 36                       | 43                        |
| Labour Party (UK)                | 2,803,821  | 29       | -33        | 28                       | 35                        |
| Liberal Democrats                | 1,266,549  | 10       | +8         | 13                       | 12                        |
| UK Independence Party            | 696,057    | 3        | +3         | 7                        | 3.6                       |
| Green Party of England and Wales | 625,378    | 2        | +2         | 6.3                      | 2.4                       |
| Scottish National Party          | 268,528    | 2        | ±0         | 2.7                      | 2.4                       |
| Plaid Cymru                      | 185,235    | 2        | +2         | 1.9                      | 2.4                       |
| Pro-Euro Conservative Party      | 138,097    | 0        | ±0         | 1.4                      | 0                         |
| British National Party           | 102,647    | 0        | ±0         | 1.1                      | 0                         |
| Liberal Party (UK, 1989)         | 93,051     | 0        | ±0         | 0.9                      | 0                         |
| Socialist Labour Party (UK)      | 86,749     | 0        | ±0         | 0.9                      | 0                         |
| Andre                            | 157,944    | 0        | ±0         | 1.6                      | 0                         |
| Total                            | 10,002,273 | 84       | ±0         | 100                      | 100                       |
| Source: BBC News                 |            |          |            |                          |                           |

Alle partier med mere end 150.000 stemmer vist i tabellen

### Nordirland
| Parti                              | Parti              | Kandidater | Mandater | Forandring | %     |
| ---------------------------------- | ------------------ | ---------- | -------- | ---------- | ----- |
| Democratic Unionist Party          | Ian Paisley        | 1          | 0        | 192,762    | 28.40 |
| Social Democratic and Labour Party | John Hume          | 1          | 0        | 190,731    | 28.10 |
| Ulster Unionist Party              | Jim Nicholson      | 1          | 0        | 119,507    | 17.61 |
| Sinn Féin                          | Mitchel McLaughlin | 0          | 0        | 117,643    | 17.33 |
| Progressive Unionist Party         | David Ervine       | 0          | 0        | 22,494     | 3.31  |
| UK Unionist Party                  | Robert McCartney   | 0          | 0        | 20,283     | 2.99  |
| Alliance Party of Northern Ireland | Sean Neeson        | 0          | 0        | 14,391     | 2.12  |
| Natural Law Party                  | James Anderson     | 0          | 0        | 998        | 0.15  |
| Turnout                            |                    |            |          |            |       |